# Montpelier (U-Boot)
Die USS Montpelier (SSN-765) ist ein Atom-U-Boot der United States Navy und gehört der Los-Angeles-Klasse an. Sie wurde nach der Stadt Montpelier in Vermont benannt.

## Geschichte
SSN-765 wurde 1987 in Auftrag gegeben und im Mai 1989 bei Newport News Shipbuilding auf Kiel gelegt. Am 23. August 1991 lief der Rumpf der Montpelier vom Stapel, außerdem erfolgte die Schiffstaufe. Taufpatin des Bootes war Mrs. Nancy Hayes Sununu, die Ehefrau von John H. Sununu, dem damaligen Stabschef des Weißen Hauses. Nach der Endausrüstung und einigen Erprobungsfahrten wurde das U-Boot 1993 offiziell in Dienst gestellt. 1995 nahm das U-Boot am Bosnienkrieg teil, wofür die Crew die Armed Forces Service Medal sowie die NATO Medal und die Navy Unit Commendation erhielt.
2003 war die Montpelier an der Operation Iraqi Freedom beteiligt, während der Eröffnungsphase der Invasion der US-Streitkräfte schoss das U-Boot aus dem Vertical Launching System seine zwölf BGM-109 Tomahawks auf Landziele im Irak ab. Der Kommandant der Montpelier, Cmdr. William J. Frake, erhielt dafür den Bronze Star, die Crew die Navy Unit Commendation. Im Anschluss ging das Boot 2004 im Portsmouth Naval Shipyard in Überholung.
Im November 2007 begann die Montpelier eine Verlegung als Geleitschutz der Harry S. Truman. Diese führte sie in den Verantwortungsbereich des United States Central Command, Zweck der Fahrt waren sogenannte Maritime Security Operations, also etwa der Schutz der zivilen Schifffahrt gegen Piraterie.
Am 13. Oktober 2012 kam es zu einer Kollision zwischen dem U-Boot und dem Ticonderoga-Klasse-Lenkwaffenkreuzer San Jacinto. Nach Angabe der US Navy wurde niemand verletzt und beide Schiffe konnten aus eigener Kraft weiterfahren. Die Nachrichtenagentur Reuters berichtete unter Berufung auf eine anonyme Quelle, dass die Sonarkuppel des Kreuzers beschädigt wurde.